# Luke Bracey
Luke Bracey (ur. 26 kwietnia 1989 w Sydney) – australijski aktor.

## Życiorys
Urodził się i dorastał w Sydney. Uczęszczał do Harbord Public School. Początkowo myślał, że zostanie profesjonalnym graczem rugby. W 2007 ukończył The Scots College. 
Zadebiutował na małym ekranie w operze mydlanej Zatoka serc (2009) w roli Treya Palmera, który został opisany jako „twarz anioła” z „diabelskim zachowaniem”. Po ukończeniu zdjęć do serialu przeniósł się do Los Angeles. Po występie w roli Aarona w trzech odcinkach australijskiego serialu dla nastolatków Dance Academy (2010), po raz pierwszy trafił na kinowy ekran w amerykańskiej komedii przygodowej Monte Carlo (2011) jako Riley, australijski podróżnik z plecakiem i były gracz rugby u boku Leighton Meester. 
Wcielił się w postać komandora Kobry – Rexforda „Rexa” G. Lewisa w filmie akcji z gatunku science fiction G.I. Joe: Odwet (2013), zastępując Josepha Gordona-Levitta z pierwszego filmu. Grał główne role w dreszczowcu szpiegowskim Rogera Donaldsona November Man (2014) i melodramacie Dla ciebie wszystko (2014). W remake’u filmu Na fali z 1991 – Point Break - na fali (2015) wystąpił w roli agenta FBI Johnny’ego Utaha.

## Filmografia
| Rok  | Tytuł                         | Rola                |
| ---- | ----------------------------- | ------------------- |
| 2011 | Monte Carlo                   | Riley               |
| 2013 | G.I. Joe: Odwet               | komandor Kobry      |
| 2014 | November Man                  | David Mason         |
| 2014 | Dla ciebie wszystko           | Dawson Cole (młody) |
| 2015 | Dlaczego mi nie powiedziałeś? | Brendan Ehrlick     |
| 2015 | Point Break - na fali         | Johnny Utah         |
| 2016 | Przełęcz ocalonych            | Smitty Ryker        |
| 2020 | Randki od święta              | Jackson             |
| 2022 | Elvis                         | Jerry Schilling     |

| Rok  | Tytuł         | Rola         |
| ---- | ------------- | ------------ |
| 2009 | Zatoka serc   | Trey Palmer  |
| 2010 | Dance Academy | Aaron        |
| 2013 | Westside      | Chris Carver |